# Чинчиш-Черна
Чинчиш-Черна (рум. Cinciș-Cerna) — село у повіті Хунедоара в Румунії. Входить до складу комуни Теліуку-Інферіор.
Село розташоване на відстані 288 км на північний захід від Бухареста, 19 км на південь від Деви, 131 км на південний захід від Клуж-Напоки, 129 км на схід від Тімішоари.

## Населення
За даними перепису населення 2002 року у селі проживали 725 осіб. Рідною мовою 719 осіб (99,2%) назвали румунську.
Національний склад населення села:
| Національність | Кількість осіб | Відсоток |
| -------------- | -------------- | -------- |
| румуни         | 711            | 98,1%    |
| угорці         | 8              | 1,1%     |